# Talao Sungai Kunyit
Talao Sungai Kunyit is een bestuurslaag in het regentschap Solok Selatan van de provincie West-Sumatra, Indonesië. Talao Sungai Kunyit telt 4554 inwoners (volkstelling 2010).